# Atafu

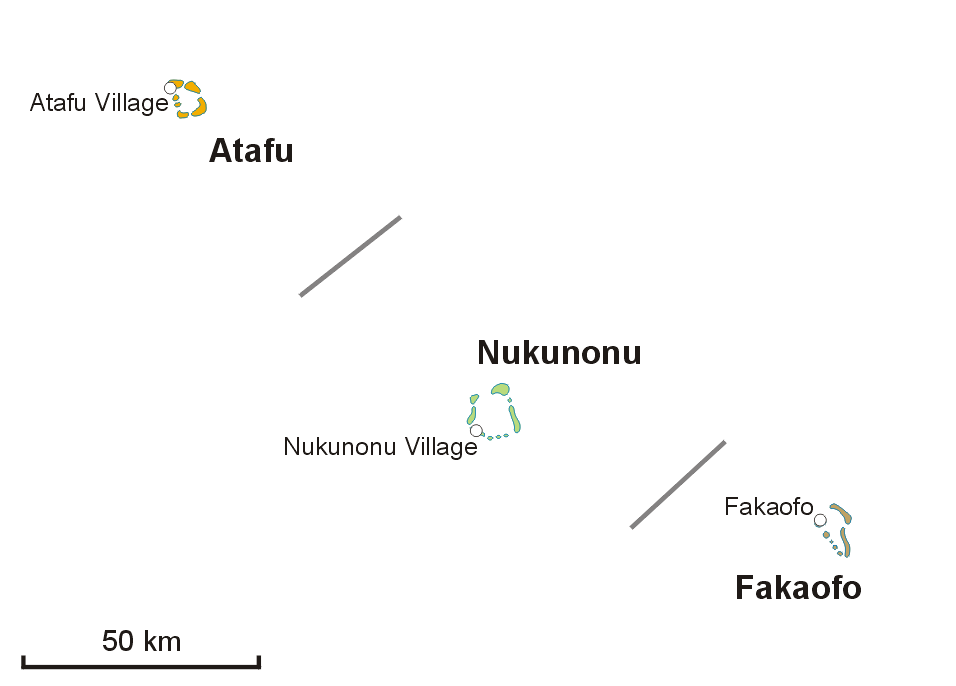
Lägeskarta

Atafu (engelska Atafu, tokelauanska Atafu) är en atoll bland Tokelauöarna i Polynesien i södra Stilla havet, tillhörande Nya Zeeland. Atollen består av 19 mindre öar som reser sig 5 meter över vattenytan runt en 5 km lång och 4 km bred lagun.
Atafus befolkning uppgick 2013 till 447 invånare. Huvudorten är byn Atafu på den nordvästra delen av ön. På senare år har omröstningar angående självständighet hållits, men frågan har inte uppnått tillräckligt stöd.

## Geografi
Atafu är Tokelauöarnas nordligaste och minsta atoll. Landarealen är på cirka 2,03 km² och lagunen har en yta av cirka 17 km². 
Rikliga regn till trots är det ont om färskvatten på ön.

## Historia
Tokelauöarna befolkades troligen av polynesier på 1000-talet.
Den brittiske upptäcktsresanden John Byron upptäckte Atafu 24 jui 1765 med skeppet Dolphin och gav då ön, som verkad obebodd, namnet Duke of York Island. Den 6 juni 1791 besökte brittiske Edward Edwards atollen under jakten efter myteristerna från Bounty. 1841 besöktes atollen av den amerikanska United States Exploring Expedition som då fann den bebodd.
1858 anlände missionärer från London Missionary Society till atollen.
1914 drabbades atollen av en cyklon med stora materiella skador som följd. 1966 slog ytterligare en cyklon till, och 2005 drabbades Atafu av översvämningar och förstörelse till följd av cyklonen Percy.

## Näringar
Bristen på goda hamnar gör sjöfart svår. Befolkningen är känd för sitt utnyttjande av kokosnötter och fiske.

## Administration
Ön styrs av Taupulega – de äldstes råd. Detta består av familjernas överhuvuden och två valda medlemmar.
Förvaltningsmässigt utgör atollen ett eget distrikt bland Tokelauöarna.

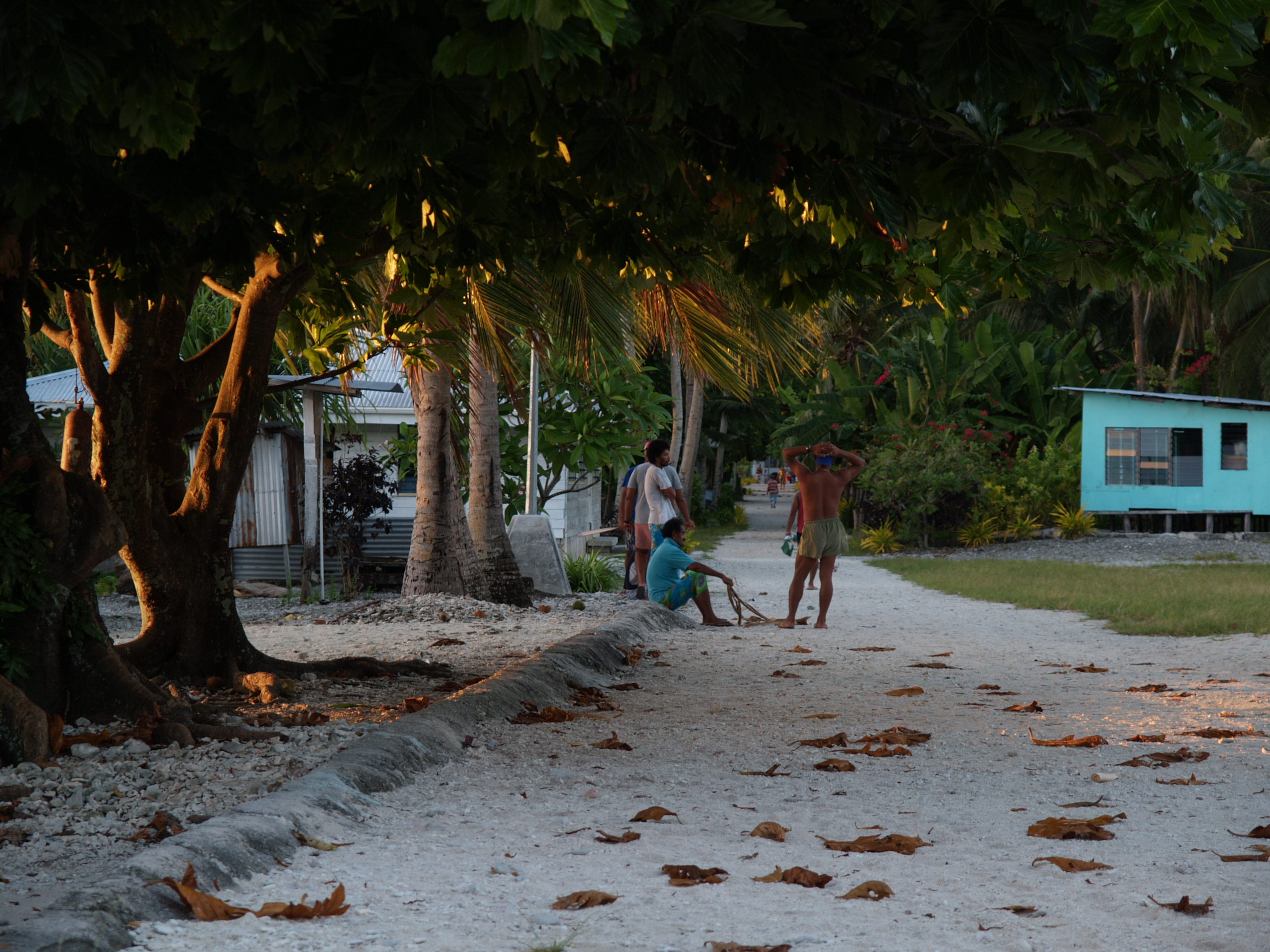
Huvudgatan i Atafu
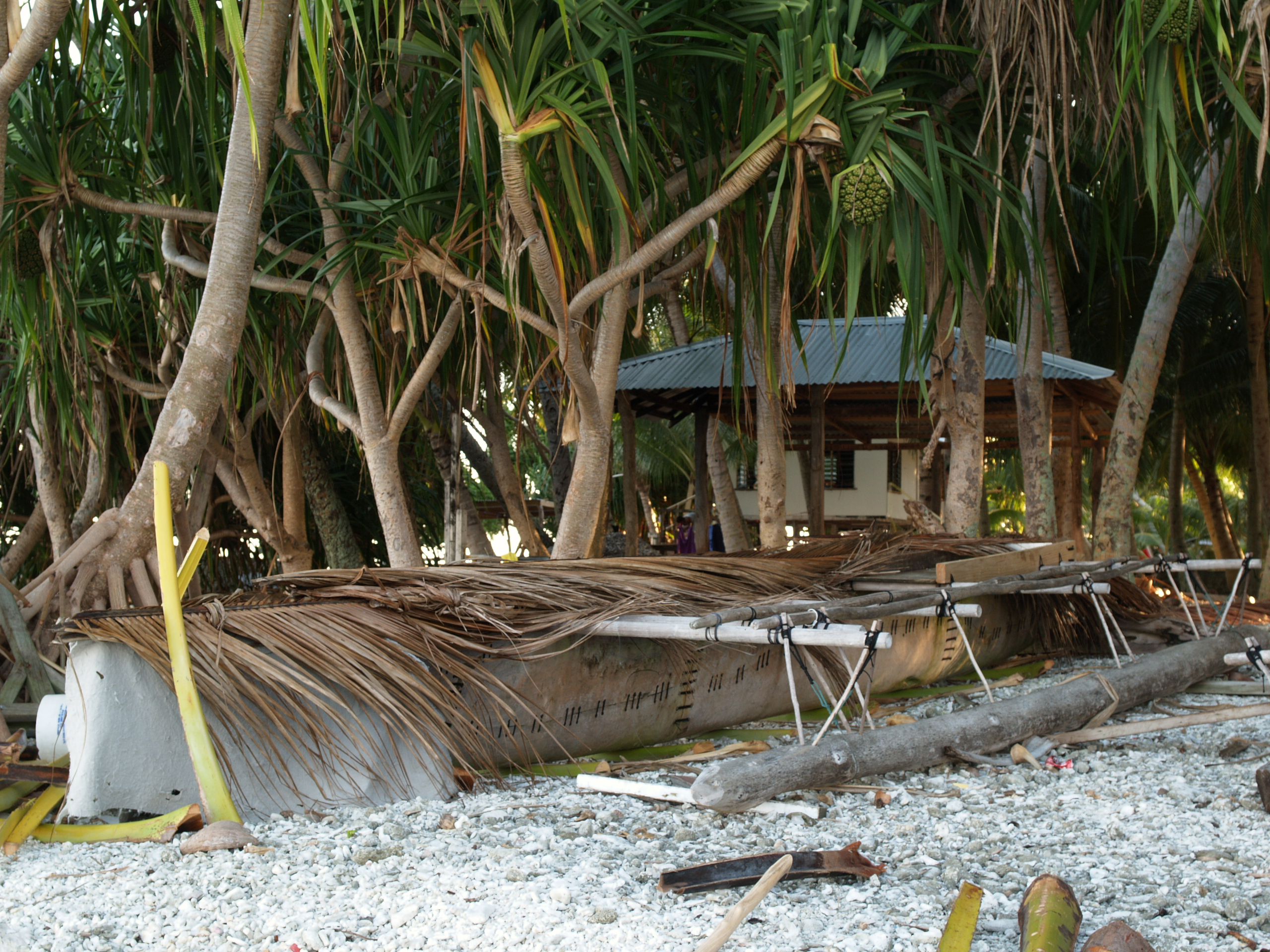
Kanot